# Erkenntnis (Zeitschrift)
Erkenntnis. An International Journal for Analytical Philosophy ist eine philosophische Fachzeitschrift, die 1930 von Hans Reichenbach und Rudolf Carnap als Fortführung der Annalen der Philosophie (1919–1929, ab 1924 Annalen der Philosophie und philosophischen Kritik) gegründet wurde. 1939 wurde die Publikation eingestellt, 1975 wurde die Zeitschrift von Wilhelm K. Essler, Carl Hempel und Wolfgang Stegmüller wieder gegründet. Der gegenwärtige Herausgeber ist Hannes Leitgeb.